# Richard Idoine
Richard Idoine (* 21. November 1990) ist ein ehemaliger neuseeländischer Eishockeyspieler, der seine gesamte Karriere beim Botany Swarm in der New Zealand Ice Hockey League spielte.  

## Karriere
Richard Idoine spielt seit Beginn seiner Karriere als Eishockeyspieler beim Botany Swarm, für den er als 15-Jähriger in der Saison 2006 sein Debüt in der New Zealand Ice Hockey League gab. Mit der Mannschaft aus Auckland wurde er 2007, 2008, 2010 und 2011 neuseeländischer Landesmeister. 2013 beendete er mit nur knapp 23 Jahren seine Karriere.

### International
Im Juniorenbereich stand Idoine für Neuseeland bei den Weltmeisterschaften der U18-Junioren 2006, 2007 und 2008 sowie der U20-Junioren 2007 und 2008 auf dem Eis.
Mit der Herren-Nationalmannschaft nahm der Abwehrspieler an den Weltmeisterschaften der Division III 2009 und der Division II 2010, 2011 und 2013 teil.

## Erfolge und Auszeichnungen
- 2007 Neuseeländischer Meister mit Botany Swarm
- 2008 Aufstieg in die Division II bei der U20-Weltmeisterschaft der Division III
- 2008 Neuseeländischer Meister mit Botany Swarm
- 2009 Aufstieg in die Division III bei der Eishockey-Weltmeisterschaft der Division III
- 2010 Neuseeländischer Meister mit Botany Swarm
- 2011 Neuseeländischer Meister mit Botany Swarm

## NZIHL-Statistik
(Stand: Ende der Saison 2013)